# Chordale Metrik
Die chordale Metrik ist eine Metrik auf der riemannschen Zahlenkugel, die mithilfe der stereografischen Projektion definiert wird.

## Definition
Mit {\displaystyle \mathbb {S} ^{2}\subset \mathbb {R} ^{3}} wird die in den euklidischen Raum {\displaystyle \mathbb {R} ^{3}} eingebettete Sphäre bezeichnet. Sei nun {\displaystyle P_{N}^{-1}\colon \mathbb {C} \cup \{\infty \}\to \mathbb {S} ^{2}} die Umkehrabbildung der stereografischen Projektion durch den Nordpol {\displaystyle N} mit {\displaystyle P_{N}^{-1}(\infty )=N}. Für zwei Punkte {\displaystyle z,w\in \mathbb {C} \cup \{\infty \}} auf der riemannschen Zahlenkugel ist die chordale Metrik {\displaystyle \chi } definiert durch
{\displaystyle \chi (z,w):=\|P_{N}^{-1}(z)-P_{N}^{-1}(w)\|_{2}},
wobei {\displaystyle \|\cdot \|_{2}} die euklidische Norm bezeichnet.
Für Punkte {\displaystyle w,z\in \mathbb {C} } ergibt sich explizit die Darstellung
{\displaystyle \chi (z,w)=\|P_{N}^{-1}(z)-P_{N}^{-1}(w)\|_{2}={\frac {2\cdot \|w-z\|}{{\sqrt {1+\|w\|^{2}}}{\sqrt {1+\|z\|^{2}}}}}}.
Für {\displaystyle w=\infty } und {\displaystyle z\in \mathbb {C} } kann die Darstellung
{\displaystyle d_{c}(z,\infty )=\|P_{N}^{-1}(z)-N\|_{2}={\frac {2}{\sqrt {1+\|z\|^{2}}}}}
ermittelt werden und für {\displaystyle w=z=\infty } gilt
{\displaystyle \chi (\infty ,\infty )=\|N-N\|_{2}=0}.

## Eigenschaften
Die riemannsche Zahlenkugel {\displaystyle \mathbb {C} \cup \{\infty \}} ist bezüglich der chordalen Metrik ein kompakter metrischer Raum. Da in {\displaystyle B_{R}(0)} für ein beliebiges {\displaystyle R>0} die chordale Metrik und die euklidische Metrik äquivalent sind, sind Eigenschaften wie Offenheit oder Abgeschlossenheit von beschränkten Teilmengen von {\displaystyle \mathbb {C} } für die beiden Metriken identisch.

## Alternative
In vielen Lehrbüchern wird eine andere Darstellung der chordalen Metrik bevorzugt, welche sich von der obigen durch die Weglassung des Faktors {\displaystyle 2} unterscheidet. Hier hat man also (bei Anwendung der komplexen Betragsfunktion):
{\displaystyle \chi (a,b)={\frac {|a-b|}{(1+|a|^{2})^{\frac {1}{2}}\cdot (1+|b|^{2})^{\frac {1}{2}}}}\;(a,b\in \mathbb {C} )} .
Der Unterschied besteht darin, dass man bei der Einbettung der Gaußschen Zahlenebene in die Riemannsche Zahlenkugel eine Kugel des {\displaystyle \mathbb {R} ^{3}} zugrunde legt, die den Durchmesser {\displaystyle 1} hat und mit ihrem Südpol die {\displaystyle x}-{\displaystyle y}-Ebene im Koordinatenursprung berührt. Ihr Nordpol hat dabei die Koordinaten {\displaystyle x=0,y=0,z=1}. Diese reellwertige Funktion {\displaystyle \chi } ist also eine beschränkte Funktion mit dem Maximum {\displaystyle 1}. Man spricht in diesem Zusammenhang eher vom chordalen Abstand (englisch chordal distance).
Dass {\displaystyle \chi } hier die Eigenschaften eine Metrik besitzt, ergibt sich aus der Tatsache, dass sie aus dem euklidischen Abstand des {\displaystyle \mathbb {R} ^{3}} erwächst. Dies lässt sich jedoch auch elementar nachweisen, wie der Mathematiker Shizuo Kakutani zeigte. Dabei geht es im Wesentlichen um den Nachweis der Gültigkeit der Dreiecksungleichung. Kakutani zeigte dies unter Anwendung elementarer Ungleichungen.

## Verallgemeinerung
Da es auch eine stereografische Projektion {\displaystyle P_{N}\colon S^{n}\to {\widehat {\mathbb {R} ^{n}}}} von der {\displaystyle n}-Sphäre in die Einpunktkompaktifizierung {\displaystyle {\widehat {\mathbb {R} ^{n}}}} von {\displaystyle \mathbb {R} ^{n}} gibt, kann die obige Definition verallgemeinert werden und man erhält dadurch, dass {\displaystyle {\widehat {\mathbb {R} ^{n}}}} bezüglich dieser Metrik auch ein kompakter metrischer Raum ist.